# Coupe Louis-Vuitton
Ne pas confondre avec le Trophée Louis-Vuitton, compétition de voile qui a eu lieu en 2009-2010, ni avec le Louis Vuitton Classic, concours d'élégance et rallye pour automobiles de prestige, créé en 1993.
Pour les articles homonymes, voir Louis Vuitton (homonymie).
La Coupe Louis-Vuitton (Louis Vuitton Cup) est l'une des coupes les plus prestigieuses du monde de la voile. Jusqu'en 2017, son vainqueur est le challenger qui a le droit de défier le Defender de la  Coupe de l'America.

## Histoire
C'est en 1983 que Bruno Troublé et Louis Vuitton organisent pour la première fois une coupe récompensant par un trophée le vainqueur de la compétition opposant les syndicats challengers. C'est un succès et la coupe rééditée depuis, à l'exception de l'édition de 1988.
Le 13 juillet 2007, Louis Vuitton annonce son retrait de l'organisation de la compétition, « déplor[ant] l'aspect trop commercial donné à la Coupe de l'America par M. Bertarelli et AC Management, l'entité émanant d'Alinghi créée en 2003 pour gérer l'événement ».
En novembre 2010, Oracle Racing, vainqueur de la 33e Coupe de l'America, présente la formule choisie pour la prochaine édition de l'épreuve et annonce le retour de la Coupe Louis-Vuitton pour désigner le challenger à l'été 2013.
Louis Vuitton sponsorise également les séries mondiales de la Coupe America depuis 2013. Ces America's Cup World Series ont été courues avec de plus petits catamarans à voilure de 45 pieds, l'AC45.

## Palmarès
| Catégorie | Année | Lieu                                        | Club victorieux                             | Équipe victorieuse                          | Club perdant                                | Équipe perdante                             | Score                                       |
| --------- | ----- | ------------------------------------------- | ------------------------------------------- | ------------------------------------------- | ------------------------------------------- | ------------------------------------------- | ------------------------------------------- |
| AC75      | 2024  | Barcelone, Espagne                          | Royal Yacht Squadron                        | INEOS Britania                              | Circolo della Vela Sicilia                  | Luna Rossa Challenge                        | 7-4                                         |
| AC75      | 2021  | Sponsor différent (Coupe Prada (it))        | Sponsor différent (Coupe Prada (it))        | Sponsor différent (Coupe Prada (it))        | Sponsor différent (Coupe Prada (it))        | Sponsor différent (Coupe Prada (it))        | Sponsor différent (Coupe Prada (it))        |
| AC50      | 2017  | Grande Baie, Bermudes                       | Royal New Zealand Yacht Squadron            | Emirates Team New Zealand, New Zealand      | Yacht Club royal de Suède                   | Artemis Racing, Magic Blue                  | 5-2                                         |
| AC72      | 2013  | San Francisco, États-Unis                   | Royal New Zealand Yacht Squadron            | Emirates Team New Zealand, Aotearoa         | Yacht Club Italiano                         | Luna Rossa Challenge                        | 7-1                                         |
| IACC      | 2010  | Annulée, challenger sélectionné sur dossier | Annulée, challenger sélectionné sur dossier | Annulée, challenger sélectionné sur dossier | Annulée, challenger sélectionné sur dossier | Annulée, challenger sélectionné sur dossier | Annulée, challenger sélectionné sur dossier |
| IACC      | 2007  | Valence, Espagne                            | Royal New Zealand Yacht Squadron            | Emirates Team New Zealand, NZL-92           | Yacht Club Italiano                         | Luna Rossa Challenge                        | 5-0                                         |
| IACC      | 2003  | Auckland, Nouvelle-Zélande                  | Société nautique de Genève                  | Alinghi, SUI-64                             | Golden Gate Yacht Club                      | BMW Oracle                                  | 5-1                                         |
| IACC      | 2000  | Auckland, Nouvelle-Zélande                  | Yacht Club Punta Ala                        | Prada, ITA-45                               | St. Francis Yacht Club                      | AmericaOne                                  | 5-4                                         |
| IACC      | 1995  | San Diego, États-Unis                       | Royal New Zealand Yacht Squadron            | Team New Zealand, NZL-32                    | Southern Cross Yacht Club                   | One Australia                               | 5-1                                         |
| IACC      | 1992  | San Diego, États-Unis                       | Compagnia della Vela, di Venezia            | Il Moro di Venezia, ITA-25                  | Mercury Bay Boating Club                    | New Zealand Challenge                       | 5-4                                         |
| IYRU 12mR | 1988  | Annulée, challenger sélectionné sur dossier | Annulée, challenger sélectionné sur dossier | Annulée, challenger sélectionné sur dossier | Annulée, challenger sélectionné sur dossier | Annulée, challenger sélectionné sur dossier | Annulée, challenger sélectionné sur dossier |
| IYRU 12mR | 1987  | Fremantle, Australie                        | San Diego Yacht Club                        | Stars & Stripes, US-55                      | Mercury Bay Boating Club                    | New Zealand Challenge                       | 4-1                                         |
| IYRU 12mR | 1983  | Newport, États-Unis                         | Royal Perth Yacht Club                      | Australia II, KA-6                          | Royal Burnham Yacht Club                    | Victory Challenge                           | 4-1                                         |